# Har Chozek
Har Chozek též Tel Chozek (hebrejsky: הר בראון nebo תל חזקה) je hora sopečného původu o nadmořské výšce 1158 metrů na Golanských výšinách, na syrském území od roku 1967 obsazeným Izraelem.
Nachází se ve východní části Golanských výšin, 16 kilometrů severovýchodně od města Kacrin a 25 kilometrů jihovýchodně od města Madždal Šams, přímo na linii izraelské kontroly.
Jde o podlouhlý hřbet, který vystupuje cca 200 metrů nad okolní náhorní planinu. Je součástí pásu vyhaslých vulkánů lemujících východní okraj Golanských výšin. Severně odtud leží například výrazné vrcholy Har Bental a Har Avital, přímo na severní straně na horu navazuje vrchol Har Bnej Rasan. Západně od hory leží vesnice Alonej ha-Bašan. Na vrcholku se nachází stanoviště izraelské armády. Je odtud kruhový výhled na celé Golanské výšiny a hluboko do vnitrozemí Sýrie.